# Міжнародний альянс дослідницьких університетів
Міжнаро́дний алья́нс дослі́дницьких університе́тів (англ. International Alliance of Research Universities, скорочено IARU) — альянс з 10 провідних наукомістких університетів світу. Альянс заснований наприкінці 2005, почав роботу 14 січня 2006.
Альянс спільно вирішує найважливіші завдання, що стоять перед людством. Ним визначено довгострокові рішення в області зміни клімату, як одна з ключових ініціатив. У 2009 ним успішно організований Міжнародний науковий конгрес зі зміни клімату. Члени альянсу також співпрацюють по ряду науково-дослідних проектів, які стосуються старіння людини , довголіття і здоров'я, глобальної безпеки і сталого розвитку міст.
Альянсом розроблено ряд програм з обміну студентами, підвищення кваліфікації співробітників і зміцненню міжвузівських зв'язків.
Першим головою асоціації був обраний віце-канцлер Австралійського національного університету, професор Ян Чабб (2006–2009). Його наступником став президент Національного університету Сінгапуру, професор Тан Чорх Чуан, обраний на період з 2009 по 2011 рік.

## Члени альянсу
У Міжнародний альянс дослідницьких університетів входять:
- Австралійський національний університет
- Єльський університет
- Кембриджський університет
- Копенгагенський університет
- Оксфордський університет
- Національний університет Сінгапуру
- Пекінський університет
- Токійський університет
- Університет Каліфорнії (Берклі)
- Федеральна вища технічна школа Цюриха